# Rhinocricus hickoni
Rhinocricus hickoni är en mångfotingart som beskrevs av Pocock 1894. Rhinocricus hickoni ingår i släktet Rhinocricus och familjen Rhinocricidae. Inga underarter finns listade i Catalogue of Life.